# Ben Huff
Ben Huff (* 1973 in Le Claire (Iowa)) ist ein US-amerikanischer Fotograf.

## Leben
Huff lebt in Juneau, Alaska und hat seit dem Jahre 2007 bis 2012 den Dalton Highway im Norden des Bundesstaates bereist. Dieser verbindet Fairbanks im Süden mit den Erdölförderanlagen an der Prudhoe Bay am Arktischen Meer und verläuft über weite Strecken parallel zur Trans-Alaska-Pipeline. 
Huff schloss seine Arbeiten zu dem Thema Dalton Highway im Juli 2014 ab und veröffentlichte im gleichen Jahr beim Verlag Kehrer Heidelberg den Band The Last Road North in englischer Sprache mit 56 Farb- und Schwarz-Weiß-Abbildungen.

## Preise und Auszeichnungen
- 2014: Nominierung zum Deutschen Fotobuchpreis für The Last Road North.
- 2014: Artist in Residence, Lighthouse, Syracuse, New York.

## Ausstellungen
- 2015: Ben Huff, Alaska Humanities Forum, Anchorage, Alaska.
- 2015: Ben Huff, University of Alaska, Museum of the North, Fairbanks, Alaska.
- 2015/2016: Ben Huff: The Last Road North, Newspace, Portland, Oregon, USA.

## Veröffentlichungen
- The Last Road North, Texte: Barry Lopez, Karen Irvine. Kehrerverlag, Heidelberg 2014, ISBN 978-3-86828-574-1.[1]